# Pauline d'Anhalt-Bernbourg

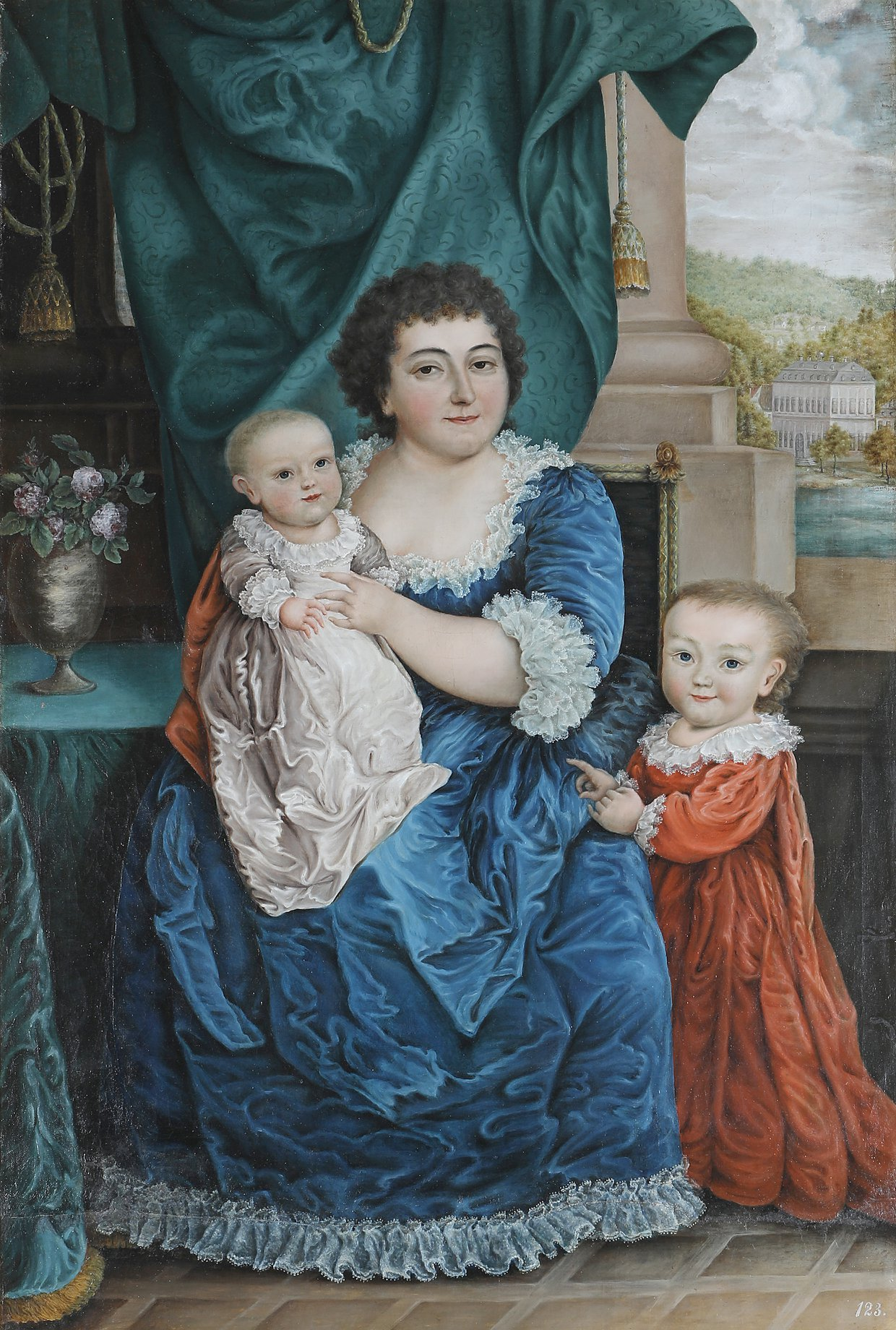
Pauline d'Anhalt-Bernbourg, princesse de Lippe et ses deux fils (1798).

Pauline Wilhelmine Christine, princesse d'Anhalt-Bernbourg, née le 23 février 1769 à Ballenstedt et morte le 29 décembre 1820 à Detmold, est par mariage princesse souveraine de Lippe et assume la régence pour son fils Léopold de 1802 à 1820.

## Une princesse des Lumières
La princesse Pauline nait à Ballenstedt le 23 février 1769. Elle est le plus jeune enfant issu de l'union du prince souverain Frédéric-Albert d'Anhalt-Bernbourg et de la princesse Louise de Holstein-Plön. La princesse Louise meurt des suites de ses couches quelques semaines après la naissance de sa fille. Le prince se charge personnellement de l'éducation de ses enfants, leur enseignant le latin, le français, l'histoire et les sciences politiques. La princesse est élevée selon les principes de la morale chrétienne mais aussi de la philosophie des Lumières. Dès l'âge de 13 ans, son père l'initie à l'art du gouvernement et lui fait connaître les œuvres de Johann Heinrich Pestalozzi et de Jean-Jacques Rousseau.
La princesse épouse le 2 janvier 1796 Léopold Ier, prince souverain de Lippe. Le prétendant a longtemps attendu une réponse positive de la femme qu'il aimait. Le contrat de mariage stipule qu'en cas de décès prématuré de l'époux, la princesse serait chargée de l'éducation de leurs enfants mais aussi de la régence de l'Etat.
En effet, le prince est de santé fragile; Cela n'empêche pas le couple princier d'être uni et même très amoureux. En quatre ans le couple a trois enfants :
- Paul Alexandre Léopold né le 6 novembre 1796
- Frédéric né le 8 décembre 1797
- Louise née et morte le 17 janvier 1800.

La succession est assurée mais le bonheur conjugal est bref car le prince meurt le 4 avril 1802.

## La régence: de l'Empire français à la Restauration
Pauline devient donc régente. Dotée d'un grand pragmatisme, elle affiche une certaine admiration pour Napoléon Ier et intègre ses États à la confédération du Rhin. Dans ses États, elle abolit le servage, la société d'ordres et octroie à ses sujets une Constitution qui réduit les pouvoirs des États et affirme la liberté individuelle. Elle institue les premières crèches et favorise une politique sociale.
Son intelligence et ses capacités sont suffisamment respectées pour l'autoriser à conserver ses États après la chute de l'Empire français. En effet, le congrès de Vienne qui remodèle la carte de l'Europe laisse à la princesse sa principauté.
Laissant à son fils un État moderne, la princesse meurt à Detmold le 29 décembre 1820 respectée de tous.